# 8668 Сатомімура
8668 Сатомімура (8668 Satomimura) — астероїд головного поясу, відкритий 16 квітня 1991 року.
Тіссеранів параметр щодо Юпітера — 3,480.
Названо на честь села Сатомі (яп. さとみむら(里美村) сатомімура), що знаходилось у префектурі Ібаракі (Японія). З 2004 року увійшло в місто Хітаті-Ота.